# NGC 278
NGC 278 este o galaxie spirală situată în constelația Cassiopeia. A fost descoperită în 11 decembrie 1786 de către William Herschel. De asemenea, a fost observată încă o dată în 31 decembrie 1831 de către John Herschel.

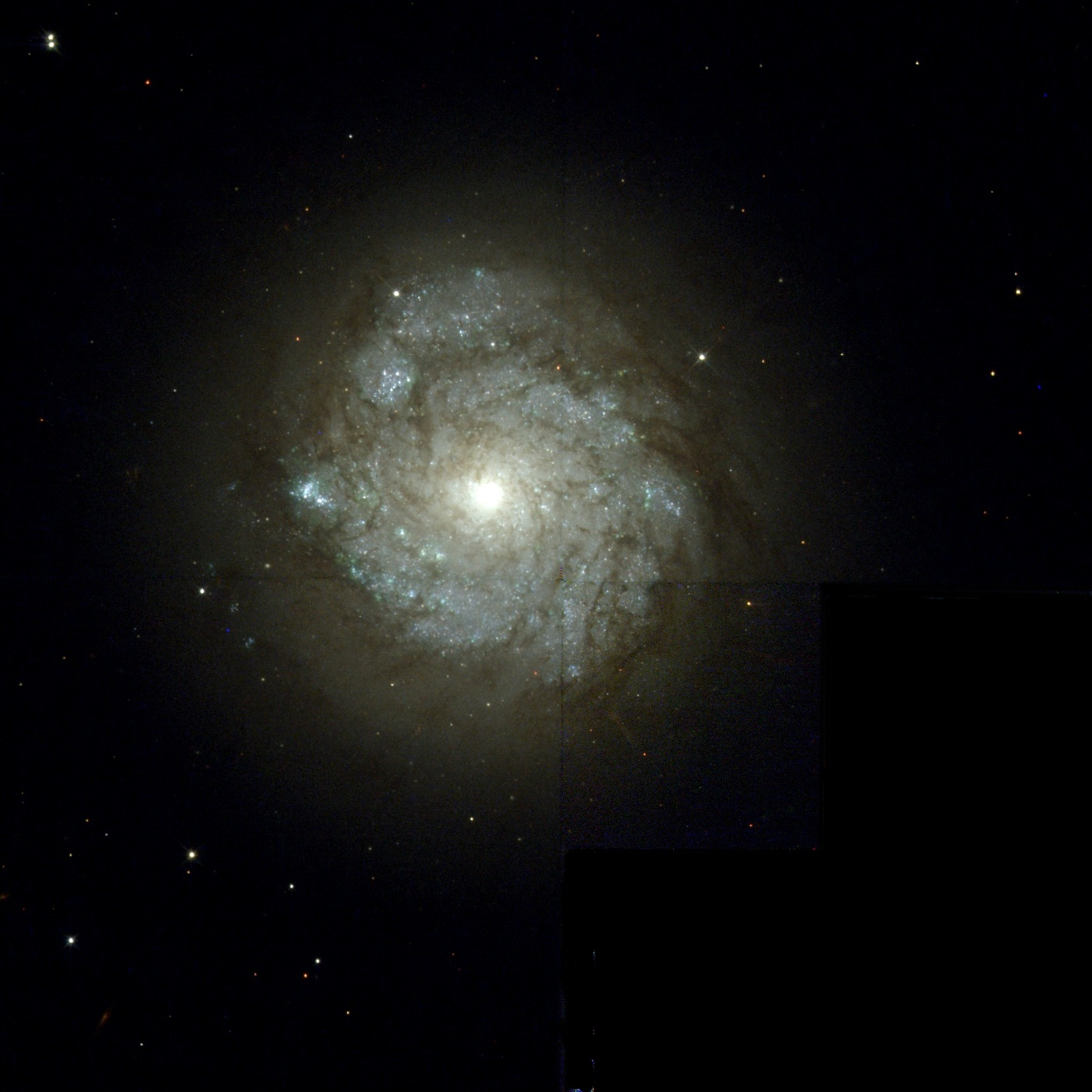
NGC 278 (Telescopul spațial Hubble)